# A három nővér (televíziós sorozat)
A három nővér (eredeti cím: Üç Kız Kardeş) egy 2022 és 2024 között vetített török televíziós sorozat, melynek főszereplői İclal Aydın, Özgü Kaya, Melisa Berberoğlu, a Kegyetlen város című sorozatból ismert Berker Güven, a Cennet című sorozatból ismert Almila Ada és A csodadoktor című sorozatból ismert Reha Özcan.
Törökországban 2022. február 22-e és 2024. május 4. között mutatta be a Kanal D, Magyarországon 2024. január 2-tól 2025. március 14-ig sugározta a TV2.
A sorozat İclal Aydın azonos című regényének adaptációja.

## Cselekmény
Nesrin és Sadık igazán boldogok, hogy legidősebb lányukat egy jómódú családba sikerül beházasítaniuk. Azt azonban nem sejtik, hogy a jól csengő Korman név mögött sötét titkok húzódnak...

## Szereplők és magyar hangjaik
| Színész           | Szereplő               | Magyar hang            |
| ----------------- | ---------------------- | ---------------------- |
| İclal Aydın       | Nesrin Kalender        | Varga Gabriella        |
| Reha Özcan        | Sadık Kalender         | Vida Péter             |
| Özgü Kaya         | Türkan Kalender Korman | Staub Viktória         |
| Almila Ada        | Dönüş Kalender         | Pánics Lilla           |
| Melisa Berberoğlu | Derya Kalender Köksal  | Rudolf Szonja          |
| Berker Güven      | Somer Korman           | Ágoston Péter          |
| Veda Yurtsever    | Rüçhan Korman          | Frajt Edit             |
| Tayfun Erarslan   | Özer Korman            | Koncz István           |
| Benian Dönmez     | Nezahat Kalender       | Zsurzs Kati            |
| Nazlı Senem Ünal  | Mine Zorlu             | Dögei Éva              |
| Eren Ören         | Mustafa Yalçın         | Pásztor Tibor          |
| Ayça İnci         | Sevilay Yalçın         | Makay Andrea           |
| Anıl Tetik        | Hakan Demir            | Markovics Tamás        |
| Yiğit Dikmen      | Özgür Tunca            | Horváth-Töreki Gergely |
| Murat Çidamlı     | Hikmet                 | Németh Gábor           |
| Hakan Atalay      | Fatih Kalender         | Galbenisz Tomasz       |
| Vural Şahanoğlu   | Serdar                 | Hamvas Dániel          |
| Emre Kıvılcım     | İrfan                  | Joó Gábor              |
| Ece Baliç         | Dilek                  | Hermann Lilla          |
| Serhan Süsler     | Nihat                  | Sörös Sándor           |
| Murat Parasayar   | Dr. Metin              |                        |
| Güldestan Yüce    | Ayla                   | Törtei Tünde           |
| Lara Domaç        | Feride Bella Kalender  | Tamási Nikolett        |
| Serhat Parıl      | Engin                  | Czető Roland           |
| Demircan Kaçel    | Mesut                  |                        |
| Gökberk Demirci   | Kartal Köksal          | Dányi Krisztián        |
| Merve Şen         | Cevriye Kalender       | Roatis Andrea          |
| Zuhal Acar        | Aylin                  | Kelemen Kata           |
| Arya Ecem Özdil   | Ebru                   | Laudon Andrea          |
| Aydan Şener       | Müjgan Varnalı         |                        |
| Cengiz Orhonlu    | Uzay Varnalı           | Gacsal Ádám            |

## Évados áttekintés
| Évad | Évad | Epizódok száma | Epizódok száma | Eredeti sugárzás     | Eredeti sugárzás | Eredeti sugárzás  | Magyar sugárzás   | Magyar sugárzás  | Magyar sugárzás |
| Évad | Évad | Török          | Magyar         | Évadpremier          | Évadfinálé       | Eredeti adó       | Évadpremier       | Évadfinálé       | Magyar adó      |
| ---- | ---- | -------------- | -------------- | -------------------- | ---------------- | ----------------- | ----------------- | ---------------- | --------------- |
|      | 1.   | 16             | 54             | 2022. február 22.    | 2022. június 14. |                   | 2024. január 2.   | 2024. április 9. |                 |
|      | 2.   | 37             | 125            | 2022. szeptember 13. | 2023. június 13. | 2024. április 10. | 2024. október 7.  |                  |                 |
|      | 3.   | 31             | 104            | 2023. szeptember 19. | 2024. május 4.   | 2024. október 8.  | 2025. március 14. |                  |                 |